# Ismaël Konaté
Ismaël Konaté (Costa de Marfil, 29 de marzo de 2006) es un futbolista ítalo-marfileño que juega de centrocampista en el Empoli Football Club de la Serie A de Italia.

## Trayectoria
Como juvenil, se unió a la cantera del AC Milan, antes de incorporarse a la del Lecco. En 2020, se incorporó a la cantera del Cagliari Calcio y ascendió al primer equipo del club en 2024. El 24 de septiembre de 2024, debutó con el equipo en una derrota a domicilio por 1-2 ante el Torino en la Copa Italia.